# ماريا سانشيز (لاعبة كرة قدم)
ماريا سانشيز (بالإسبانية: María Sánchez) (بالإنجليزية: Maria Sánchez) هي لاعبة كرة قدم أمريكية ومكسيكية، ولدت في 20 فبراير 1996 في نامبا في الولايات المتحدة. شاركت مع منتخب المكسيك لكرة القدم للسيدات.

## وصلات خارجية
- ماريا سانشيز على موقع الاتحاد الدولي (مؤرشف)  (الإنجليزية)
- ماريا سانشيز على موقع الاتحاد الأوربي (الإنجليزية)
- ماريا سانشيز على موقع بطولة كرة القدم المكسيكية للسيدات (الإسبانية)
- ماريا سانشيز على موقع قاعدة بيانات كرة القدم.إي يو (الإنجليزية)
- ماريا سانشيز على موقع Soccerway.com (الإنجليزية)
- ماريا سانشيز على موقع عالم كرة القدم.نت (الإنجليزية)